# NGC 7356
NGC 7356 (również PGC 69530 lub UGC 12159) – galaktyka spiralna (Sbc), znajdująca się w gwiazdozbiorze Pegaza. Odkrył ją Édouard Jean-Marie Stephan 4 października 1883 roku.